# Nathanael Pringsheim
Nathanael Pringsheim (ur. 30 listopada 1823 we Wziesku, zm. 6 października 1894 w Berlinie) – niemiecki botanik.
Studiował na Uniwersytecie we Wrocławiu, Uniwersytecie w Lipsku i Uniwersytecie Fryderyka Wilhelma w Berlinie. W 1848 po przedstawieniu dysertacji De forma et incremento stratorum crassiorum in plantarum cellula otrzymał tytuł doktora filozofii. W 1851 został privatdozentem. W 1864 został profesorem nadzwyczajnym botaniki na Uniwersytecie Fryderyka Wilhelma. W tym samym roku otrzymał katedrę fizjologii roślin na Uniwersytecie w Jenie i został dyrektorem ogrodu botanicznego w Jenie.
Pringsheim jako pierwszy opisał rozmnażanie glonów. Kolejne prace poświęcił rodzajom i rodzinom Vaucheria (1855), Oedogoniaceae (1855-1858), Coleochaeteae (1860), Hydrodictyon (1861), Pandorina (1869). W tej ostatniej pracy opisał proces łączenia zoospor jako prymitywnego rodzaju rozmnażania płciowego.
Od 29 marca 1860 należał do Berlińsko-Brandenburskiej Akademii Nauk.
W 1882 w Berlinie założył Niemieckie Towarzystwo Botaniczne (Deutsche Botanische Gesellschaft, DBG) i był jego pierwszym przewodniczącym. Był wydawcą Jahrbücher für wissenschaftliche Botanik. Towarzystwo botaniczne jego imienia działa w Hamburgu (Die Nathanael-Pringsheim-Gesellschaft zur Förderung der Biologischen Anstalt Helgoland e.V.). 